# 姚從吾
姚从吾（1894年10月7日—1970年4月15日），原名士鳌，字占卿，一字存吾，河南襄城人，历史学家。:8388

## 生平
1894年10月7日，生於河南襄城縣。1901年，七歲時入私塾讀書，1909年，改入襄城縣高等小學讀書。1910年，畢業後升入許州中學堂。1912年暑假，報考新軍，已被錄取並通知到郾城報到，但因延誤時間，遂中輟。1913年，河南省政府合併開封中學、私立中州公學、許州中學三校，改成河南省立第二中學。1914年春，畢業於河南省立第二中學，夏，考入北京中華大學預科。1917年夏，從中華大學畢業，考入國立北京大学文科史学门。1919年10月，應考第一屆高等文官考試，到教育部社會教育司見習。1920年4月，老師張相文請他編輯《地學》雜誌。夏，畢業後到教育部工作。秋，考入國立北京大学國學研究所。
1922年3月23日，出席中國地質學會第一次常會，夏，從北大畢業，參加北大公費留德考試，同時考取的還有同學毛子水。秋，辭去《地學》雜誌編輯。11月，赴德行程確定，返鄉向家人辭行。12月18日，從開封啟程到上海，經西貢，2月，抵達德國柏林入柏林大學研究，師從傅郎克（Otto Franke）和海尼士（E.Haenisch）學習蒙元史和歷史方法論。秋，傅斯年到柏林大學哲學研究院學習。在校期間和傅斯年、陳寅恪、羅家倫、孔雲卿、馮文潛、俞大維等人討論學問。1929年，應波恩大學之聘，任東方研究所漢文講師。期間繼續研究蒙元史，並在《輔仁學志》和《國學季刊》發表。1931年，轉任柏林大學漢學研究所講師，這年蔣復璁到柏大哲學系學習，二人關係要好。
1934年夏，中日關係緊張，在朋友催促下回國，秋，任國立北京大學文學院歷史系教授，講授蒙元史和歷史方法論。1936年夏，歷史系主任陳受頤休假，由姚從吾兼任。1937年8月9日，決定分批離開北京南下，從青島到濟南、徐州、鄭州、武漢再到長沙，籌建長沙臨時大學。1938年5月4日，西南聯合大學開學，文學院在宜良縣上課。1938年7月9日，三民主義青年團成立。1939年，參加中日戰事史料徵集會。姚從吾在西南聯合大學設立分團部與黨部，任三青团西南联大分团部团长。朱家骅转任国民党中央组织部长后，姚從吾随之改任西南联大国民党区党部书记长。1941年，團務移交給陳雪屏主理。1943年3月20日，參加中國史學會，當選理事。1946年，西南聯大三校復校，復員北平，仍任歷史系教授兼主任，11月，河大校長田培林升入教育部次長，國民政府任命姚從吾為國立河南大學校長，12月，到開封任職。1948年3月28日，被選為國民大會代表。6月，共軍進攻河南，姚從吾和一些河大學生出城躲避戰亂，他從開封到歸德再到徐州、南京，後轉至蘇州準備復校。秋，接夫人兒女到南京。
1949年1月，護送故宮第三批文物來台灣，將故宮文物及文獻運至台中，並暫居台中梅月旅社。2月，夫人受聘為台灣省立彰化中學的英語教員，於是遷往彰化居住。3月，受聘為國立台灣大學歷史系教授，暑後，全家遷來台北。1952年秋，被教育部聘為學術審議委員會委員。1955年，擔任中央研究院歷史語言研究所通信研究員。1958年，被選為第二屆中央研究院院士。在台主要繼續蒙古秘史及遼金元史的研究。
1970年4月12日，應台南成功大學之邀前往講學，15日，心臟病驟發，於台大醫院醫治無效去世。
李守孔、陈捷先等辑有《姚从吾先生全集》。

## 轶事
姚从吾有一同事徐子明，非常痛恨胡適，連帶痛恨白話文，還說白話文是「狗叫文」。姚從吾則消遣徐：“白話文既然是狗叫文，你為甚講白話文？”徐子明生氣地說：“我跟狗說話，不能不狗叫！”
其學生李敖曾提過：因学生將其學名“姚士鳌”戏呼为“姚土鳖”，故用名「姚从吾」。